# 연수중학교
연수중학교(延壽中學校)는 대한민국 인천광역시 연수구 연수동에 있는 공립 중학교이다.

## 학교 연혁
- 1993년 8월 19일 : 학교설립 인가(7학급)
- 1994년 3월 1일 : 연수중학교 개교
- 1994년 3월 1일 : 초대 한상천 교장 취임
- 1997년 2월 15일 : 제1회 졸업식(11학급) 612명
- 2022년 3월 1일 : 제12대 이임구 교장 취임
- 2024년 1월 12일 : 2023학년도 제28회 졸업식 (158명, 연인원 10,701명)
- 2024년 3월 4일 : 2024학년도 입학(6학급 82명)

## 참고 자료
- 연수중학교 - 한국교육학술정보원 학교알리미